# Vermittleramt (Liechtenstein)
Das Vermittleramt war ein in jeder Gemeinde des Fürstentums Liechtenstein existierendes Amt.
Seit 1915 umfasste jede Gemeinde einen Vermittlerkreis, der den Amtssitz des Vermittlers und seines Stellvertreters beinhaltete. Vermittler und stellvertretender Vermittler wurden gemäss dem Gesetz vom 12. Dezember 1915 über die Vermittlerämter durch eine Gemeindewahl mit absoluter Stimmenmehrheit für drei Jahre gewählt.

## Aufgaben
Aufgabe des Vermittlers war es vordergründig zu schlichten und zu vermitteln. Dies geschah im Rahmen einer Vermittlungsverhandlung, die sich mit allen bürgerlichen Rechtsstreitigkeiten beschäftigte, oder die im Falle von Ehrenbeleidigungen im Rahmen einer Sühneverhandlung stattzufinden hatte. Den Vermittlerämtern kamen deshalb ähnliche Aufgaben zu wie den Friedensrichtern in der Schweiz.
Weitere Aufgaben der Vermittler und ihrer Stellvertreter umfassten die Ausführung von notariellen Beglaubigungen, wie etwa Kaufverträgen, Vereinbarungen, Firmenzeichnungserklärungen, Unterschriften oder Vollmachten.

## Abschaffung
Mit Gesetz vom 4. Dezember 2014 wurden die Vermittlerämter per 1. Juli 2015 abgeschafft. Weil es den Vermittlerämtern immer weniger gelungen war, das Landgericht zu entlasten, hatte die Regierung im Februar 2014 eine Gesetzesrevision vorgeschlagen. Die überwiegende Mehrheit der Vernehmlassungsteilnehmer sprach sich jedoch für eine Abschaffung der Vermittlerämter aus. Aus diesem Grund unterbreitete die Regierung dem Landtag im Juli 2014 den Antrag auf Aufhebung der Vermittlerämter.